# Wielki komtur
Wielki komtur, arcykomtur (niem. Großkomtur) – zastępca wielkiego mistrza zakonu krzyżackiego w zarządzaniu państwem. Na wypadek niebezpieczeństwa, pod nieobecność wielkiego mistrza, miał prawo dysponowania siłami zbrojnymi zakonu. Podczas pokoju zarządzał arsenałami, produkcją amunicji, magazynami zbożowymi, a w czasie wojny pełnił rolę oboźnego i głównego intendenta armii. Podlegał mu transport lądowy i wodny. Był też jednym z dwóch urzędników, którzy obok wielkiego mistrza piastowali klucze do skrzyni, w której była zamknięta pieczęć zakonu. Pomocnikiem wielkiego komtura był wicekomtur (inaczej mały komtur).